# Centrothele
Genre
Synonymes
- Stratius Simon, 1898

Centrothele est un genre d'araignées aranéomorphes de la famille des Lamponidae.

## Distribution
Les espèces de ce genre se rencontrent en Australie et en Papouasie-Nouvelle-Guinée,.

## Liste des espèces
Selon World Spider Catalog (version 17.5, 24/10/2016) :
- Centrothele cardell Platnick, 2000 ;
- Centrothele coalston Platnick, 2000 ;
- Centrothele fisher Platnick, 2000 ;
- Centrothele gordon Platnick, 2000 ;
- Centrothele kuranda Platnick, 2000 ;
- Centrothele lorata L. Koch, 1873 ;
- Centrothele mossman Platnick, 2000 ;
- Centrothele mutica (Simon, 1897) ;
- Centrothele nardi Platnick, 2000 ;
- Centrothele spurgeon Platnick, 2000.

## Publication originale
- L. Koch, 1873 : Die Arachniden Australiens. Nürnberg, vol. 1, p. 369-472 (texte intégral).